# Matin perdu
Matin perdu (Manhã Submersa) est un roman de l'écrivain portugais Vergílio Ferreira paru originellement en 1954. La traduction française paraît en août 1990 aux éditions de la Différence et reçoit, la même année, le prix Femina étranger.

## Adaptation cinématographique
- Les Brumes de l'aube (Manhã Submersa), un film de Lauro António (pt) sorti en 1980.

## Éditions
- Éditions de la Différence, 1990,  (ISBN 9782729106201).